# A Transformers-szereplők hivatalos magyar nevének listája
A Transformers című képregényben szereplők listája. A lista csak a Magyarországon nyomtatásban megjelent vagy rajzfilmben, filmben elhangzott és a Netflix Transformers: Háború Kibertron bolygójáért trilógia hivatalos feliratában benne lévő, magyarra lefordított neveket tartalmazza (azokat is amelyek akár csak említés szintjén is szerepeltek), a rajongói fordításokban szereplők neveit nem.  A Transformers mozifilm robot szereplőinek neve is fel van tüntetve. És már több rajzfilmből is vannak nevek. Egyes rajzfilmekben például a Transformers: Prime-ban a nevek lefordítatlanul maradnak. Frissítésként már a japán nevek is fel vannak tüntetve. A japán nevek a 2007-es film óta megegyeznek az angollal, de kevés kivételtől eltekintve a hagyományos nevek is angol nyelvűek voltak.

## Robotok
| Ábécé szerinti tartalomjegyzék                                                                           |
| --- |
| A, Á B C Cs D Dz Dzs E, É F G Gy H I, Í J K L Ly M N Ny O, Ó Ö, Ő P Q R S Sz T Ty U, Ú Ü, Ű V W X Y Z Zs |

### A, Á
| magyar név         | eredeti név | japán név   |
| ------------------ | ----------- | ----------- |
| Acélfej            | Ironhide    | Ironhide    |
| Acéliker           | Sinnertwin  | Sinnertwin  |
| Acsargó            | Snarl       | Snarl       |
| Agyar              | Longtooth   | Longtooth   |
| Agymosó            | Mindwipe    | Wipe        |
| Agytröszt          | Brainstorm  | Brainstorm  |
| Alfa Trion         | Alpha Trion | Alpha Trion |
| Ámokfutó           | Runamuck    | Runamuck    |
| Arszi              | Arcee       | Arcee       |
| Acélpofa/Acélkarom | Steeljaw    | Steeljaw    |

### B
| magyar név    | eredeti név   | japán név  |
| ------------- | ------------- | ---------- |
| Barikád       | Barricade     | Barricade  |
| Blackjack     | Blackjack     | n.a.       |
| Blackarachnia | Blackarachnia |            |
| Blörr         | Blurr         | Blurr      |
| Bokszoló      | Scrapper      | Scrapper   |
| Bombatörő     | Bomb-Burst    | n.a.       |
| Boncoló       | Carnivac      | n.a.       |
| Borotva       | Crossblades   | n.a.       |
| Bruticus      | Bruticus      | Bruticus   |
| Búgó          | Sizzle        | n.a.       |
| Bukott        | The Fallen    | The Fallen |

### C
| magyar név     | eredeti név | japán név  |
| -------------- | ----------- | ---------- |
| Cerebros       | Cerebros    | n.a.       |
| Célkereszt     | Crosshairs  | Crosshairs |
| Ciklon         | Cyclonus    | Cyclonus   |
| Cövek          | Stakeout    | n.a.       |
| Cudar          | Onslaught   | Onslaught  |
| Cheetor/Gepárd | Cheetor     | Cheetus    |

### Cs
| magyar név  | eredeti név | japán név   |
| ----------- | ----------- | ----------- |
| Csapóajtó   | Grand Slam  | n.a.        |
| Csapóhíd    | Tailgate    | Tailgate    |
| Csatacsapda | Battletrap  |             |
| Csatár      | Sideswipe   | Lambo       |
| Csavarkulcs | Spanner     | n.a.        |
| Csáklya     | Grapple     | Grapple     |
| Csápölő     | Tentakil    | n.a.        |
| Csonttörő   | Bonecrusher | Bonecrusher |
| Csörlő      | Hoist       | Hoist       |
| Csőtörő     | Pipes       | Pipes       |
| Cseppentő   | Shatter     |             |

### D
| magyar név                                   | eredeti név  | japán név  |
| -------------------------------------------- | ------------ | ---------- |
| Defensor                                     | Defensor     | Guardian   |
| Deltás/Sortűz                                | Broadside    | Broadside  |
| Demolishor                                   | Demolishor   | Demolishor |
| Délibáb                                      | Mirage       | Ligier     |
| Dögevő                                       | Scavenger    | Scavenger  |
| Drift/Örvény (a Robots in Disguise játékban) | Drift        | Drift      |
| Duplafej                                     | Doubleheader | n.a.       |
| Dühöngő                                      | Rampage      | Rampage    |

### E, É
| magyar név | eredeti név                 | japán név         |
| ---------- | --------------------------- | ----------------- |
| Erőgép     | Powertrain                  | Freed             |
| Esőcsináló | Raindance                   | n.a.              |
| Ezüstnyíl  | Silverbolt*                 | Silverbolt        |
| Égető      | Hot Spot                    | Hot Spot          |
| Égjáró     | Flywheels/Skytread          | Flywheel          |
| Égretörő   | Skywarp                     | Skywarp           |
| Éjmadár    | Nightbird                   |                   |
| Éjröpte    | Nightflight                 | n.a.              |
| Éjvadász   | Nightbeat                   | n.a.              |
| Észlelő    | Perceptor                   | Perceptor         |
| Elita-1    | Elita-1/Elita One/Elita-One | Elita-1/Elita One |

- Fontos megjegyezni, hogy két ilyen nevű alakváltó létezik. Az első a G1-ben a Légirobotok parancsnoka, a másik pedig a Beast Wars és a Beast Machines egyik szereplője.

### F
| magyar név       | eredeti név      | japán név                 |
| ---------------- | ---------------- | ------------------------- |
| Fejreccsentő     | Skullcruncher    | Skull                     |
| Féktelen         | Wildrider        | Wildrider                 |
| Félszél          | Dreadwind        | n.a.                      |
| Fényszóró        | Searchlight      | Looklight                 |
| Fémtető          | Hardtop          |                           |
| Ferak            | Ferak            |                           |
| Féreg            | Ratbat           | Ratbat                    |
| Forgattyú        | Crankcase        |                           |
| Forrófej         | Red Hot/Red Heat | n.a.                      |
| Fortress Maximus | Fortress Maximus | Fortress/Fortress Maximus |
| Fortyogó         | Huffer           | Drag                      |
| Fricska          | Twitch           |                           |
| Fruska           | Hashtag          |                           |
| Futkosó          | Runabout         | Runabout                  |
| Fuvaros          | Gears            | Gears                     |
| Fülelő           | Soundwave        | Soundwave                 |
| Füstfelhő        | Smokescreen      | Smokescreen               |

### G
| magyar név           | eredeti név | japán név   |
| -------------------- | ----------- | ----------- |
| Galvatron            | Galvatron   | Galvatron   |
| Gázoló               | Override    |             |
| Gepárd               | Cheetor     |             |
| Gépmester            | Motormaster | Motormaster |
| Golyóvető            | Slugslinger | Slugslinger |
| Görgető              | Rumble      | Rumble      |
| Gránátfej            | Landmine    | n.a.        |
| Groteszk             | Grotusque   | Grotes      |
| Guberáló/Hullámtaraj | Beachcomber | Beachcomber |

### Gy
| magyar név | eredeti név |
| ---------- | ----------- |
| Gyorsacél  | Nightshade  |

### H
| magyar név              | eredeti név            | japán név  |
| ----------------------- | ---------------------- | ---------- |
| Hadar                   | Thrash                 |            |
| Hadiösvény              | Warpath                | Warpath    |
| Hajszoló                | Chase                  | Chase      |
| Halálhozó               | Deathbringer           |            |
| Harcos                  | Streetwise             | Streetwise |
| Hasító                  | Groove                 | Groove     |
| Hasító (mentőbot újonc) | Wedge                  |            |
| Hátszél                 | Tailwind               |            |
| Hengervas               | Rollbar                | Rollbar    |
| Hiperturbó              | Hyperdrive             |            |
| Holdfutó                | Moonracer              |            |
| Hollószárny             | Darkwing               | n.a.       |
| Homokvihar              | Sandstorm              | Sandstorm  |
| Horog                   | Hook                   | Gren       |
| Horog, Háló és Golyó    | Hook, Line, and Sinker | n.a.       |
| Hosszúpofa              | Long Haul              | Long Haul  |
| Huligán                 | Brawl                  | Brawl      |
| Hullámlovas             | Waverider              | n.a.       |
| Hurr-Kurr               | Hun-Gurrr              |            |
| Husáng                  | Bludgeon               | n.a.       |

### I, Í
| magyar név | eredeti név | japán név |
| ---------- | ----------- | --------- |
| Infernó    | Inferno     | Inferno   |
| Iszap      | Sludge      | Sludge    |
| Izmos      | Brawn       | Gong      |

### J
| magyar név | eredeti név | japán név |
| ---------- | ----------- | --------- |
| Jazz       | Jazz        | Meister   |
| Jégcsákány | Icepick     | n.a.      |

### K
| magyar név             | eredeti név  | japán név   |
| ---------------------- | ------------ | ----------- |
| Karom                  | Pounce       | Pounce      |
| Keményfej              | Hardhead     | Hardhead    |
| Kormányos Jack / Kerék | Wheeljack    | Wheeljack   |
| Kevernök               | Mixmaster    | Mixmaster   |
| Kék Villám             | Bluestreak   | Streak      |
| Kétszín                | Doubledealer |             |
| Kilövő                 | Blast Off    | Blast Off   |
| Kisülés                | Blackout     | Blackout    |
| Kitérő                 | Detour       |             |
| Kolonc                 | Drag Strip   | Drag Stripe |
| Koponya                | Skullgrin    | n.a.        |
| Kotrógép               | Scoop        |             |
| Kozmosz                | Cosmos       | Adams       |
| Körfűrész              | Buzzsaw      | Buzzsaw     |
| Közelharc              | Dogfight     |             |
| Krok                   | Krok         |             |
| Krómia                 | Chromia      |             |
| Krómpáncél             | Chromedome   | Chromedome  |
| Kup                    | Kup          | Cher        |

### L
| magyar név          | eredeti név  | japán név    |
| ------------------- | ------------ | ------------ |
| Lánckarom           | Chainclaw    |              |
| Lángharcos          | Flamewar     |              |
| Lecsapó             | Divebomb     | Dimebomb     |
| Lesvető             | Snaptrap     | n.a.         |
| Légihiúz            | Sky Lynx     |              |
| Légcsavar           | Slipstream   |              |
| Légszelő / Légpenge | Airazor      |              |
| Lézercsőr           | Laserbeak    | Condor       |
| Lődöző              | Triggerhappy | Triggerharpy |
| Löket               | Thrust       | Thrust       |

### M
| magyar név          | eredeti név   | japán név     |
| ------------------- | ------------- | ------------- |
| Madáragyú           | Birdbrain     | n.a.          |
| Magastöltés         | Wideload      | Wideload      |
| Majompofa           | Apeface       | Apeface       |
| Majszoló            | ???           |               |
| Martalóc            | Submarauder   | n.a.          |
| Megatron            | Megatron      | Megatron      |
| Mellékút            | Sideways      | Sideways      |
| Menasor             | Menasor       | Menasor       |
| Menekítő            | Getaway       | n.a.          |
| Mentő               | First Aid     | First Aid     |
| Mennydörgés         | Thunderwing   | n.a.          |
| Merülő              | Skydive       | Skydive       |
| Metélő              | Rippersnapper | Rippersnapper |
| Mixer               | Quickmix      |               |
| Mogorva             | Grimlock      | Grimlock      |
| Morcos              | Scowl         | n.a.          |
| Motorszárny/Égsikló | Powerglide    | Powerglide    |
| Mucsai              | Outback       | Outback       |
| Móló                | Causeway      |               |

### N
| magyar név               | eredeti név              | japán név   |
| ------------------------ | ------------------------ | ----------- |
| Nagyágyú                 | Hot Rod                  | Hot Rodimus |
| Napvillantó/Napcsillantó | Sunstreaker              | Sunstreaker |
| Nautilátor               | Nautilator               | n.a.        |
| Nova (fővezér)           | (Prime) Nova/Nova Prime* |             |

- *A mátrix monológjában eredetileg Prime Nova volt írva, de Sentinelnél már a "Prime" a neve után volt. Az IDW képregényekben és a Transformers Devastation videójátékban Nova Prime van.

### Ny
| magyar név | eredeti név  | japán név  |
| ---------- | ------------ | ---------- |
| Nyakas     | Headstrong   | Headstrong |
| Nyaktörő   | Stranglehold |            |
| Nyelvtörő  | Jawbreaker   |            |

### O, Ó
| magyar név              | eredeti név    | japán név       |
| ----------------------- | -------------- | --------------- |
| Oktán                   | Octane         | Octone          |
| Oktopuncs               | Octopunch      | n.a.            |
| Optimusz Fővezér        | Optimus Prime  | (G1) Convoy*    |
| Ordas                   | Fangry         | n.a.            |
| Ostor                   | Scourge        | Scourge         |
| Optimus(z) falkavezér** | Optimus Primal | (Beast) Convoy* |

- Későbbi történetekben például a kétrészes Robotmastersben megkülönböztetésként  G1 Convoyak nevezik.
- Későbbi történetekben például a kétrészes Robotmastersben megkülönböztetésként  Beast Convoynak nevezik.
- A Netflix az első két "évadban" az sz-es alakot használja, míg a harmadikban már s-sel írja az Optimuszt mindkét karakternél, ezért sz-szel is írható lehetne.

### Ö, Ő
| magyar név              | eredeti név    | japán név      |
| ----------------------- | -------------- | -------------- |
| Önfejű                  | Free Wheeler   |                |
| Örjöngő                 | Tantrum        | Tantrum        |
| Őrszem fővezér          | Sentinel Prime | Sentinel Prime |
| Örvény                  | Tailspin       |                |
| Örvény (mentőbot újonc) | Whirl          |                |
| Örvény (mentőbot)       | High Tide      |                |
| Ösvényvágó              | Trailbreaker   | Trailbreaker   |
| Össztűz / Lőmester      | Blaster        | Broadcast      |
| Őrző                    | Keeper         | n.a.           |

### P
| magyar név  | eredeti név | japán név |
| ----------- | ----------- | --------- |
| Paca        | Blot        | Butto     |
| Parázsgyík  | Cindersaur  |           |
| Parittya    | Slingshot   | Sling     |
| Patkányfogó | Rattrap     |           |
| Penge       | Blades      | Graze     |
| Pengeél     | Razorclaw   | Razorclaw |
| Piranyakon  | Piranacon   | n.a.      |
| Portyázó    | Prowl       | Prowl     |
| Pördülő     | Vortex      | Vorter    |
| Pörgettyű   | Rotorbolt   |           |
| Predaking   | Predaking   | Predaking |
| Prima       | Prima       |           |
| Prímusz     | Primus      | Primus    |
| Pusztító    | Devastator  | Devastor  |

### Q
| magyar név | eredeti név | japán név |
| ---------- | ----------- | --------- |
| Quintessa  | Quintessa   | Quintessa |

- Quintessa nem tekinthető alakváltónak, hanem Teremtőnek (Ez megkérdőjelezhető és nem én írtam, de mivel pontos információm nincs róla nem távolítom el.)

### R
| magyar név       | eredeti név   | japán név      |
| ---------------- | ------------- | -------------- |
| Racsni           | Ratchet       | Ratchet        |
| Rátarti          | Highbrow      | Highbrow       |
| Rengés           | Quake         |                |
| Riadó            | Red Alert     | Alert          |
| Rodimusz Fővezér | Rodimus Prime | Rodimus Convoy |
| Roham            | Swoop         | Swoop          |
| Romboló          | Ravage        | Jaguar         |
| Rovar            | Bugly         | n.a.           |
| Röppentyű        | Fireflight    | Firebolt       |
| Röptűz           | Jetfire       | Jetfire        |
| Rúgató           | Kickback      | Kickback       |

### S
| magyar név              | eredeti név  | japán név           |
| ----------------------- | ------------ | ------------------- |
| Salak                   | Slag         | Slag                |
| Savvihar                | Acid Storm   |                     |
| Sárfogó                 | Mudflap      |                     |
| Sárkánygyík             | Iguanus      |                     |
| Sárkányszáj             | Snapdragon   | Snapdragon          |
| Sárvető                 | Mudslinger   |                     |
| Segítő                  | Salvage      |                     |
| Sétáló                  | Joyride      | n.a.                |
| Siető                   | Slapdash     | n.a.                |
| Sikátor                 | Backstreet   |                     |
| Sirató                  | Dirge        | Dirge               |
| Sistergő                | Fizzle       |                     |
| Skalor                  | Skalor       | n.a.                |
| Skorponok               | Scorponok    | Scorponok/MegaZarak |
| Sokk                    | Jolt         | Jolt                |
| Sokkoló                 | Shockwave    | Laserwave           |
| Spíler (mentőbot újonc) | Hot shot     |                     |
| Srapnel                 | Shrapnel     | Shrapnel            |
| Strapa                  | Slog         | n.a.                |
| Straxus                 | Straxus      | n.a.                |
| Superion                | Superion     | Superion            |
| Suttogó                 | Whisper      |                     |
| Súlyzó                  | Tote         |                     |
| Sugárhajtó              | Ramjet       | Ramjet              |
| Svindli                 | Swindle      | Swindle             |
| Sztratoszféra           | Stratosphere |                     |

### Sz
| magyar név          | eredeti név   | japán név     |
| ------------------- | ------------- | ------------- |
| Száguldó            | Roadhandler   |               |
| Szán                | Skids         | Skids         |
| Szédelgő            | Swindler      |               |
| Széllovas           | Windcharger   | Charger       |
| Szélseprő           | Windsweeper   |               |
| Szikla              | Boulder       |               |
| Sziklaugró          | Cliffjumper   | Cliff         |
| Szikravadász        | Sparkstalker  |               |
| Szilánk/Bombázó     | Bombshell     | Bombshell     |
| Szimatoló           | Scrounge      | n.a.          |
| Szirén              | Siren         | n.a.          |
| Szorítókar/Facsargó | Squeezeplay   | n.a.          |
| Szökkenő            | Springer      | Sprang        |
| Szörnybika          | Horri-Bull    | n.a.          |
| Szuper Omega        | Omega Supreme | Omega Supreme |

### T
| magyar név        | eredeti név  | japán név  |
| ----------------- | ------------ | ---------- |
| Tajték            | Seaspray     | Seaspray   |
| Tarantulas        | Tarantulas   |            |
| Támadó            | Air Raid     | Air Rider  |
| Tellusz           | Telus        |            |
| Tengerszem        | Seawatch     |            |
| Tisztító          | Wipe-Out     | -          |
| Tomboló           | Frenzy       | Frenzy     |
| Torkos            | Guzzle       |            |
| Torokmetsző       | Cutthroats   |            |
| Töltés            | Landfill     |            |
| Tömlőfej          | Hosehead     | n.a.       |
| Triptikon         | Trypticon    | Dinosaurer |
| Tűorr             | Needlenose   |            |
| Tüskés            | Bristleback  | n.a.       |
| Tűzlovag          | Heatwave     |            |
| Tűzlöket/Impactor | Impactor     |            |
| Tűzszárny         | Flamefeather |            |
| Törő              | Dropkick     |            |
| Tengely           | Cog          |            |

### U, Ú
| magyar név     | eredeti név  |
| -------------- | ------------ |
| Ugróléc        | Highjump     |
| Ultra Magnusz  | Ultra Magnus |
| Undor          | Repugnus     |
| Unikron        | Unicron      |
| Uszony         | Finback      |
| Utazó          | Freeway      |
| Útfaló         | Road Hugger  |
| Utolsó Autobot | Last Autobot |

### Ü, Ű
| magyar név         | eredeti név                | japán név                |
| ------------------ | -------------------------- | ------------------------ |
| Űrdongó/Aranybogár | Bumblebee/Goldbug/Goldfire | Bumble/Goldback/Goldfire |
| Űrfarkas           | Weirdwolf                  | Weirdwolf                |
| Űrfelhő            | Cloudburst                 | n.a.                     |
| Űrvonat            | Astrotrain                 | Astrotrain               |
| Üstökös            | Starscream                 | Starscream               |

### V
| magyar név        | eredeti név    | japán név      |
| ----------------- | -------------- | -------------- |
| Vadász (mentőbot) | Chase          |                |
| Vadászeb          | Hound          | Hound          |
| Vadlény           | Wildfly        | n.a.           |
| Vasevő            | Overbite       | n.a.           |
| Vágat             | Crosscut       |                |
| Vágány            | Tracks         | Tracks         |
| Vészmadár         | Spinister      |                |
| Vibrátor          | Breakdown      | Breakdown      |
| Vicsorgó          | Snarler        |                |
| Viharfelhő        | Storm Cloud    |                |
| Viharfi           | Seawing        | n.a.           |
| Villámcsapás      | Thundercracker | Thundercracker |
| Villámszárny      | Blitzwing      | Blitzwing      |
| Villámvihar       | Nova Storm     | Nova Storm     |
| Vesztegzár        | Lockdown       | Lockdown       |

### W
| magyar név | eredeti név | japán név |
| ---------- | ----------- | --------- |
| Wheelie    | Wheelie     | Wheelie   |

### X
| magyar név  | eredeti név    |
| ----------- | -------------- |
| Xaaron emír | Emirate Xaaron |

### Z
| magyar név            | eredeti név  | japán név    |
| --------------------- | ------------ | ------------ |
| Zörej                 | Ruckus       |              |
| Zajszóró/Hangrobbantó | Soundblaster | Soundblaster |
| Zöldfény              | Greenlight   |              |

### Zs
| magyar név | eredeti név | japán név |
| ---------- | ----------- | --------- |
| Zsákutca   | Dead End    | Dead End  |
| Zsebes     | Pincher     |           |

## Unikron Trilógia
A nevek Cartoon Network-Megamax sorrendben vannak.

### Armada
| magyar név           | eredeti név        | japán név                    |
| Autobotok            | Autobotok          | Autobotok                    |
| -------------------- | ------------------ | ---------------------------- |
| Optimus Prime        | Optimus Prime      | Convoy                       |
| Nagymenő             | Hot Shot           | Hot Rod                      |
| Riadó                | Red Alert          | Ratchet                      |
| Géptűz               | Jetfire            | Jetfire                      |
| Füstfüggöny/Csörlő   | Smokescreen/Hoist  | Grap/Grap Super Mode         |
| Homály               | Blurr              | Silverbolt                   |
| Sűrű                 | Side Swipe         | Stepper                      |
| Dögevő               | Scavenger          | Devastor                     |
| Túltöltés            | Overload           | Ultra Magnus                 |
| Álcák (Decepticonok) |                    |                              |
| Megatron/Galvatron   | Megatron/Galvatron | Megatron/Megatron Super Mode |
| Csillagsikoly        | Starscream         | Starscream                   |
| Volánjack            | Wheeljack          | Rampage                      |
| Pusztító             | Demolishor         | Ironhide                     |
| Ciklonusz            | Cyclonus           | Sandstorm                    |
| Hullámsír            | Tidal Wave         | Shockwave                    |
| Kanyargó             | Sideways           | Double Face                  |
| Tengely              | Thrust             | Thrust                       |
| Nemesis Prime        | Nemesis Prime      | Scourge                      |

### Energon
| magyar név                    | eredeti név            | japán név                    |
| Autobotok                     | Autobotok              | Autobotok                    |
| ----------------------------- | ---------------------- | ---------------------------- |
| Első Optimusz                 | Optimus Prime          | Grand Convoy                 |
| Tűzgolyó                      | Hot Shot               | Hotshot                      |
| Lángcsóva/Röptűz              | Jetfire                | Skyfire                      |
| Vasököl/Acélfej               | Ironhide               | Roadbuster                   |
| Golyózápor/Úttorlasz          | Inferno/Roadblock      | Inferno/Inferno Volt         |
| Végső Omega/Szuper Omega      | Omega Supreme          | Omega Supreme                |
| Portyázó                      | Prowl                  | Red Alert                    |
| Taposóakna                    | Landmine               | Landmine                     |
| Superion                      | Superion Maximus       | Superion                     |
| Tűzfal                        | Bulkhead               | Sprung                       |
| Éleskés / Éleskard/Élesszabja | Wing Dagger/Wing Saber | Wing Dagger/Wing Saber       |
| Rodimusz                      | Rodimus                | Rodimus Convoy               |
| Sziklamászó                   | Cliffjumper            | Overdrive                    |
| Lejtő                         | Downshift              | Wheeljack                    |
| Elem/Prímusz                  | Primus                 | Primus                       |
| Álcák (Robotikák)             |                        |                              |
| Megatron/Galvatron            | Megatron/Galvatron     | Galvatron/General Galvatron  |
| Surranó/Üstökös               | Starscream             | Nightscream                  |
| Ciklon/Hósapka                | Cyclonus/Snow Cat      | Sandstorm/Snowstorm          |
| Pöröly                        | Shockblast             | Laserwave                    |
| Szökőár/Délibáb               | Tidal Wave/Mirage      | Shockwave/Shockfleet         |
| Pusztító                      | Demolishor             | Ironhide/Irontread (2. test) |
| Skorpió/Skorponok             | Scorponok              | MegaZarak                    |
| Hatlövetű                     | Six Shot               | Six Shot                     |
| Bruticus                      | Bruticus Maximus       | Bruticus                     |
| Maximusz                      | Constructicon Maximus  | Buildron                     |
| Mechanicok/Omniconok          |                        |                              |
| Szélvész                      | Arcee                  | Ariel                        |
| Légörvény                     | Skyblast               | Airglide                     |
| Bicepsz                       | Strongarm              | Blastarm                     |
| Jelzőfény                     | Signal Flare           | Signal Flare                 |

### Cybertron
| magyar név                                             | eredeti név           | japán név                        |
| Autobotok                                              | Autobotok             | Autobotok                        |
| ------------------------------------------------------ | --------------------- | -------------------------------- |
| Első Optimusz/Optimusz Fővezér                         | Optimus Prime         | Galaxy Convoy                    |
| Tűzgolyó                                               | Hot Shot              | Exillion/Exigeyser               |
| Gránátfej/Taposóakna/Taposó (Cartoon Network főcímdal) | Landmine              | Guardshell                       |
| Vektor fővezér                                         | Vector Prime          | Vector Prime                     |
| Röptűz                                                 | Jetfire               | Dreadrock                        |
| Sörét                                                  | Scattorshot           | Backpack/Backgild                |
| Generál / Vastigris/Vasmacska                          | Overhaul/Leobreaker   | Jackshot/Ligerjack               |
| Riadó                                                  | Red Alert             | First Aid/First Gunner           |
| Éleskard                                               | Wing Saber            | Sonic Bomber                     |
| Sárhányó/Sárfogó                                       | Mudflap               | Demolishor                       |
| Forgó/Sokk                                             | Jolt                  | Hop                              |
| Prímusz                                                | Primus                | Primus                           |
| Álcák (Robotikák)                                      |                       |                                  |
| Megatron/Galvatron                                     | Megatron/Galvatron    | Master Megatron/Master Galvatron |
| Üstökös                                                | Starscream            | Starscream                       |
| Villámcsapás                                           | Thundercracker        | Thundercracker                   |
| Sebes bolygói Alakváltók (Velocitron)                  |                       |                                  |
| Gázoló                                                 | Override              | Nitro Convoy                     |
| Üzemzavar                                              | Brakedown*            | Autolander                       |
| Stopper                                                | Clocker               |                                  |
| Zűrzóna                                                | Crumplezone           |                                  |
| Fosztogató                                             | Ransack               |                                  |
| Rühes/Kosz Góré                                        | Dirt Boss             |                                  |
| További kibertroniak                                   |                       |                                  |
| Vas Nemesis                                            | Nemesis Breaker       |                                  |
| Fémroppantó                                            | Scrapmetal            |                                  |
| Dzsungel Bolygói Alakváltók                            |                       |                                  |
| Ostor                                                  | Scourge               | Flame Convoy                     |
| Aknász                                                 | Undermine             |                                  |
| Hárpia                                                 | Brimstone             |                                  |
| Agyar/Vicsorgó                                         | Snarl                 |                                  |
| Bujkáló                                                | Backstop              |                                  |
| Földi Alakváltók                                       |                       |                                  |
| Evac                                                   | Evac                  | Live Convoy                      |
| Füstfelhő/Haránt                                       | Smokescreen/Crosswise |                                  |
| Mennykő                                                | Thunderblast          |                                  |
| Csapágy                                                | Lugnutz               |                                  |
| Gigantioni Alakváltók                                  |                       |                                  |
| Metroplex                                              | Metroplex             | Megalo Convoy                    |
| Beretva/Mixer                                          | Quickmix              |                                  |
| Agresszor/Menasor                                      | Menasor               |                                  |
| X-Planétai Alakváltók                                  |                       |                                  |
| Mellékút                                               | Sideways              | Noisemaze                        |
| Hanghullám/Fülelő                                      | Soundwave             | Soundwave                        |

- Ez nem elírás, a nevét a G1 Breakdown-nak írják, de itt Brakedown-nak. Az ilyesmi többször is előfordul, általában azért, mert a Hasbro elveszti a régi név jogát. Például: Hot Rod (Nagyágyú) volt már Hot Shot is, Trailbreaker (Ösvényvágó) Trailcutter. A két példában az új nevek csak véletlenül a magyar neveik tükörfordítása.

| magyar név                                                  | eredeti név                                                 |
| Transformers: Első Optimus Megatron Ellen – A Végső Ütközet | Transformers: Első Optimus Megatron Ellen – A Végső Ütközet |
| ----------------------------------------------------------- | ----------------------------------------------------------- |
| Nagyágyú                                                    | Hot Shot                                                    |
| Acélfej/Vasököl*                                            | Ironhide                                                    |
| Tőrszárny                                                   | Wing Dagger                                                 |
| Generálozó/Oroszlántörő                                     | Overhaul/Leobreaker                                         |
| Sokkoló                                                     | Shockblast                                                  |
| Árhullám                                                    | Tidal Wave                                                  |
| Jolt                                                        | Jolt                                                        |

- Pöröly a Hasbro szemében Sokkoló egy inkarnációjának számít. A japán neve ugyanaz, mint G1 Sokkolónak volt és kinézete is őt idézi. A Hasbronak akkoriban nem volt joga a "Shockwave" névhez, ezért lett "Shockblast". Ma már a "Shockblast" az egykor szintén "Shockwave"-nek nevezett G. I. Joe figuráé lett.[5] Ebből kifolyólag érdekes, hogy a Transformers: Első Optimus Megatron Ellen – A Végső Ütközetben Sokkoló lett.
- Első alkalommal Acélfej, aztán végig Vasököl.

## Fogalmak
| magyar név                                                | eredeti név          | japán név                     |
| --------------------------------------------------------- | -------------------- | ----------------------------- |
| Autobot                                                   | Autobot              | Cybertron/Autobot (2007-től)  |
| Álca                                                      | Decepticon           | Destron/Decepticon (2007-től) |
| Maximál                                                   | Maximal              | Cybertron/Maximal (2007-től)  |
| Predakon                                                  | Predacon             | Destron/Predacon (2007-től)   |
| Dinobot                                                   | Dinobot              |                               |
| Szerkesztettek                                            | Constructicons       | Buildron                      |
| Légirobot                                                 | Aerialbot            | Airbot                        |
| Sztuntikon                                                | Stunticon            | Stuntron                      |
| Védőrobot                                                 | Protectobot          |                               |
| Csatarobot                                                | Combaticon           | Combatron                     |
| Technobot*                                                | Technobot            |                               |
| Terrorcon*                                                | Terrorcon            | /Terrorcon                    |
| Vehicon*                                                  | Vehicon              | Vehicon                       |
| Emeltyű                                                   | Throttlebot          |                               |
| Fejmester                                                 | Headmaster           | Headmaster                    |
| Célmester                                                 | Targetmaster         | Targetmaster                  |
| Erőmester                                                 | Powermaster          | n.a.                          |
| Mikromester                                               | Micromaster          | Micro Transformer             |
| Minicon                                                   | Minicon              | Micron                        |
| Felderítő/Kutató                                          | Seeker               | Jetron/Seeker                 |
| Teremtő Mátrix                                            | Creation Matrix      |                               |
| Vezetés Mátrixa/Irányítás Mátrixa/Vezéri Mátrix/Mátrix*** | Matrix of Leadership |                               |

- A terrorcon név nem a G1-es combiner alcsoportra, hanem a Transformers: Prime sorozatban lévő fertőzött Vehiconokra vonatkozik hivatalos értelemben. A képregényben csak a hivatalosan nem megjelent Headmasters minisorozatban szerepeltek úgy, hogy a nevükön voltak szólítva. A technobotok mindössze egyszer voltak megnevezve a minisorozaton kívül, de csak, mint alcsoport, de azt a számot megjelentette a Semic, innen a név. A Predacon mind a G1 mind a Prime-ra vonatkozik. A vehicon is Prime-ból van.
- A Háború Kibertron bolygójáért: Királyság Teremtő Mátrixnak nevezi. Eredetileg a két mátrix nem volt azonos, de először a Mátrix-hajsza kezdte el közelíteni a kettőt, és végül a Vezetés Mátrixa a Teremtő Mátrix erejével bír, és például a 2005-ös IDW univerzumban lévő Mátrixnak mindkettő a neve, vagyis a kettő egy és ugyanaz lett.

## Emberek és nebulosiak
| magyar név                 | eredeti név                  | valódi név                   |
| -------------------------- | ---------------------------- | ---------------------------- |
| Arcana                     | Arcana                       | Arcana                       |
| Áramkör-szaggató           | Circuit Breaker              | Josie Beller                 |
| Bombázó Bill               | Bomber Bill                  | Bomber Bill                  |
| Buster Witwicky            | Buster Witwicky              | Buster Witwicky              |
| Brisko                     | Brisko                       | Brisko                       |
| Dinamó                     | Dynamo                       | Hector Dialonzo              |
| Donny Finkleberg           | Donny Finkleberg             | Donny Finkleberg             |
| Égzengés                   | Thunderpunch                 | Lee Gruber                   |
| Fojtogató                  | Throttle                     | Throttle                     |
| G.B. Blackrock             | G.B. Blackrock               | G.B. Blackrock               |
| Hi-Test                    | Hi-Test                      | Hi-Test                      |
| Hi-Q                       | Hi-Q                         | Hi-Q                         |
| Hődrót                     | Hotwire                      | Hotwire                      |
| Jessie                     | Jessie                       | Jessie                       |
| Kence                      | Lube                         | Lube                         |
| Kreb                       | Kreb                         | Kreb                         |
| Lokos                      | Lokos                        | Lokos                        |
| Mámor                      | Rapture                      | Katrina Vesotzky             |
| „O”                        | „O”                          | „O”                          |
| Pörgő                      | Rev                          | Rev                          |
| Spike Witwicky             | Spike Witwicky               | Spike Witwicky               |
| Szerelő/Műszerész          | Mechanic                     | Nestor Forbes                |
| William „Gyertya” Witwicky | William „Sparkplug” Witwicky | William „Sparkplug” Witwicky |
| Zarak                      | Zarak                        | Zarak                        |
| Vadóc                      | Kicker                       | Kicker                       |